# Ministry of Housing, Communities and Local Government

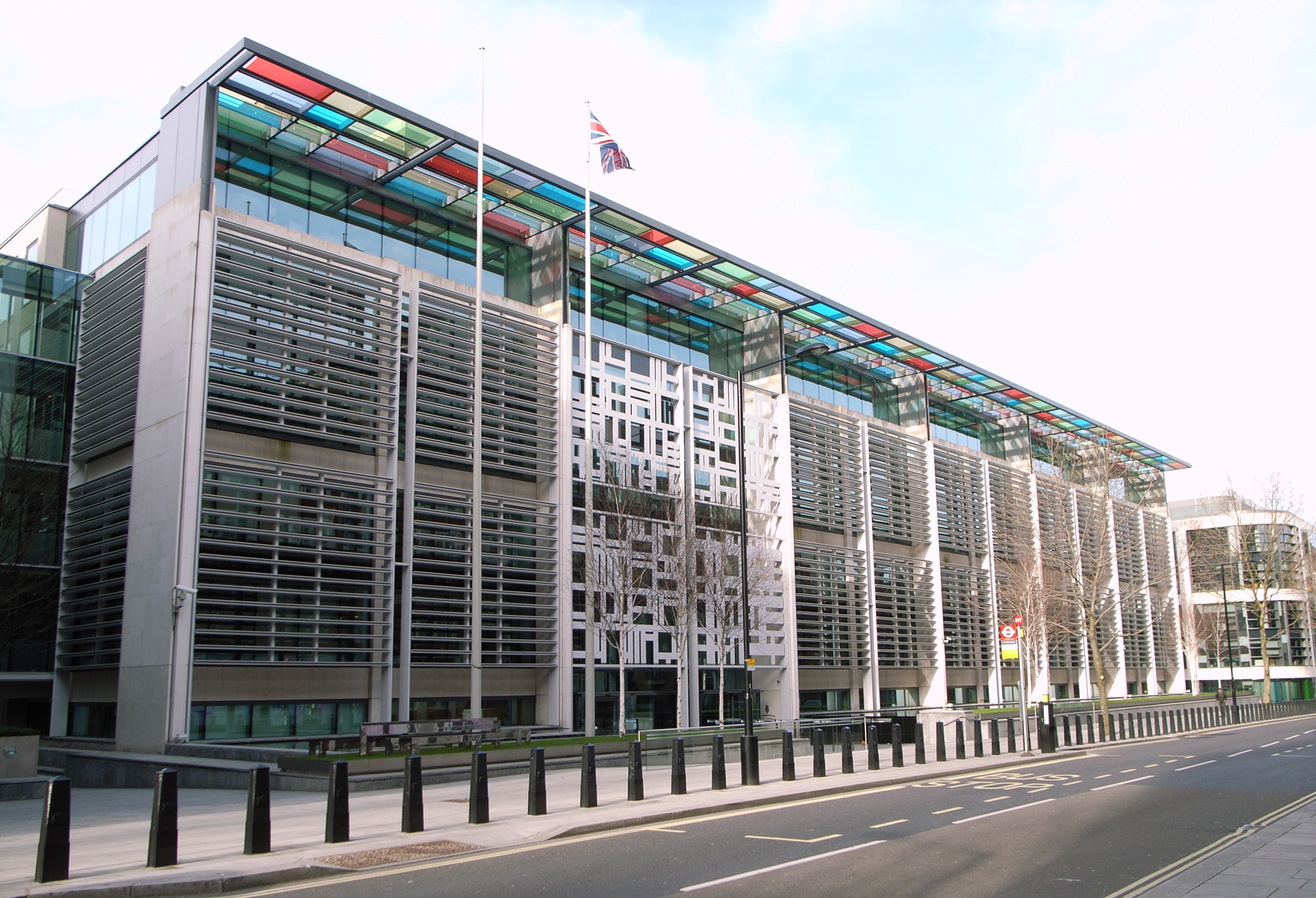
Hauptsitz des Ministeriums

Das Ministry of Housing, Communities and Local Government (deutsch Ministerium für Wohnen, Gemeinden und Kommunalverwaltung) ist ein Ministerium des Vereinigten Königreichs für Wohnungswesen, Gemeinden und Kommunalverwaltung in England. 
Es gibt entsprechende Behörden in der schottischen Regierung, der walisischen Regierung und der nordirischen Regierung, die für die Gemeinden und die lokale Verwaltung in ihren jeweiligen Gebieten zuständig sind.

## Geschichte
Das Ministerium wurde 2006 vom damaligen britischen Premierminister Tony Blair geschaffen, um das Amt des stellvertretenden Premierministers von John Prescott zu ersetzen, das 2002 die Bereiche Kommunalverwaltung und Regionen vom nicht mehr existierenden Ministerium für Verkehr, Kommunalverwaltung und Regionen übernommen hatte.

## Sitz
Der Hauptsitz befindet sich in der Marsham Street 2 in London, das Gebäude teilt es sich mit dem Innenministerium. Voraussichtlich ab Sommer 2021 werden einige 500 Mitarbeiter und Beamte mit dem Umzug nach Wolverhampton beginnen, da sich das Ministerium darauf vorbereitet, als erste britische Regierungsbehörde ein Hauptquartier außerhalb von London zu haben. Es wird gehofft, dass der Umzug bis 2025 abgeschlossen sein wird. 

## Leitung
Das Ministerium wird gegenwärtig von folgenden Personen geleitet (Stand 07/2024):
| Amt                                                           | Foto | Name                                 |
| ------------------------------------------------------------- | ---- | ------------------------------------ |
| Minister für Wohnen, Kommunen und lokale Selbstverwaltung     |      | Angela Rayner                        |
| Staatsminister für regionales Wachstum und Kommunalverwaltung |      | Luke Hall                            |
| Staatsminister für Wohnen                                     |      | Christopher Pincher                  |
| Staatsminister für Gebäudesicherheit und Kommunene            |      | Stephen Greenhalgh, Baron Greenhalgh |
| Parlamentarischer Staatssekretär für Wohnen                   |      | Eddie Hughes                         |

## Frühere Minister
| Bild | Name              | Amtszeit                             | Partei       | Kabinett                 |
| ---- | ----------------- | ------------------------------------ | ------------ | ------------------------ |
|      | David Miliband    | 5. Mai 2005 bis 5. Mai 2006          | Labour       | Blair III                |
|      | Ruth Kelly        | 6. Mai 2006 bis 28. Juni 2007        | Labor        | Blair III                |
|      | Hazel Blears      | 28. Juni 2007 bis 5. Juni 2009       | Labour       | Brown                    |
|      | John Denham       | 5. Juni 2009 bis 11. Mai 2010        | Labour       | Brown                    |
|      | Eric Pickles      | 12. Mai 2010 bis 11. Mai 2015        | Conservative | Cameron I                |
|      | Greg Clark        | 11. Mai 2015 bis 14. Juli 2016       | Conservative | Cameron II               |
|      | Sajid Javid       | 14. Juli 2016 bis 30. April 2018     | Conservative | May I und May II         |
|      | James Brokenshire | 30. April 2018 bis 24. Juli 2019     | Conservative | May II                   |
|      | Robert Jenrick    | 24. Juli 2019 bis 15. September 2021 | Conservative | Johnson I und Johnson II |
|      | Michael Gove      | seit 15. September 2021              | Conservative | Johnson II               |